# Lowell Lewis
Lowell Lyttleton Lewis (* 18. August 1952) ist ein montserratischer Politiker und ehemaliger Chief Minister von Montserrat.
Er gehört zu den Gründern der heute von ihm geführten Montserrat Democratic Party (MDP) und übte bereits verschiedene Regierungsämter aus.
Chief Minister war Lewis vom 2. Juni 2006 bis zum 10. September 2009. Er führte eine Koalition an, die sich aus der MDP, dem New People’s Liberation Movement (NPLM) und einem unabhängigen Abgeordneten zusammensetzt und war außerdem Tourismusminister. Zu seinen erklärten Zielen gehörte die Belebung des Fremdenverkehrs von Montserrat, nachdem die Insel bei Vulkanausbrüchen in den 1990er-Jahren verwüstet worden war.